# گلتشر دوکان
گلتشر دوکان (به لاتین: Gletscher Ducan) یک کوه در سوئیس است که در کانتون گراوبوندن واقع شده‌است. گلتشر دوکان ۳٬۰۲۰ متر بالاتر از سطح دریا واقع شده‌است.